# Władysław Byszek
Władysław Byszek (ur. 14 kwietnia 1903 w Haczowie, woj. rzeszowskie, zm. 29 września 1988) ps. „Sewer”, „Seweryn”, „Władysław Borkiewicz”, „Zygmunt Święcicki” – polski pedagog, członek kierownictwa Ruchu Miecz i Pług.

## Życiorys
Był synem Bartłomieja Byszka, komendanta posterunku żandarmerii w Haczowie, i Jadwigi z domu Berfeldt. W latach 1909–1913 uczył się w szkole powszechnej w Haczowie, a od 1913 r. w gimnazjum państwowym w Brzozowie. Maturę zdał w gimnazjum w Jaśle. Następnie studiował do 1924 r. na Uniwersytecie Lwowskim. W 1920 r. podczas wojny polsko-bolszewickiej wstąpił na ochotnika do wojska i uczestniczył w walkach. Po ukończeniu studiów pracował jako nauczyciel kolejno: w Państwowym Seminarium Nauczycielskim w Święcianach, od 1925 r. w szkole w Bornach, od 1930 r. w Prawosławnym Seminarium Duchownym w Wilnie (w-f), od lutego do listopada 1931 r. w gimnazjum w Nieświeżu (geografia i w-f), następnie do wybuchu wojny w Państwowym Gimnazjum im. Romualda Traugutta w Brześciu nad Bugiem.
Brał udział w wojnie obronnej 1939 r. w obronie Brześcia. Po kapitulacji twierdzy przedostał się na obszar Generalnego Gubernatorstwa, gdzie związał się z organizacją konspiracyjną Miecz i Pług (MiP). Na przełomie 1939 i 1940 r. wszedł w skład jego kierownictwa. 17 lub 19 czerwca 1940 r. został aresztowany przez Niemców w Warszawie i osadzony w niemieckim obozie koncentracyjnm Auschwitz. Jednakże w kwietniu 1941 r. został zwolniony. Ponownie działał w MiP jako szef Wydziału Prasy i Propagandy, m.in. sam przenosił podziemne pisma. W 1942 r. stanął na czele Wydziału I Organizacyjnego Komendy Głównej Armii Podziemnej Ruchu Miecz i Pług. Latem 1943 r. brał udział na Pomorzu w rozmowach scaleniowych z Tajną Organizacją Wojskową „Gryf Pomorski”. 20 września tego roku uczestniczył w odprawie na Pradze w Warszawie, podczas której zalegalizowano decyzję o likwidacji 2 dni wcześniej kierownictwa MiP w osobie Anatola Słowikowskiego ps. „Andrzej”, „Andrzej Nieznany”, Zbigniewa Grada ps. „Dr. Zbyszek”, „Mikołaj” i Czesława Kłobuta ps. „Sławek” z powodu współpracy z Niemcami. Na krótko stanął na czele Rady Naczelnej, a następnie objął funkcję dowódcy Oddziałów Samoobrony tworzonych przez MiP. W międzyczasie był współautorem deklaracji skierowanej do KG AK dotyczącej podjęcia współdziałania między obiema organizacjami, uczestniczył też w kontaktach z przedstawicielami Delegatury Rządu na Kraj. Od początku 1944 r. brał udział w rozmowach scaleniowych z NSZ-AK, które doprowadziły 10 lipca do połączenia obu organizacji. Po upadku powstania warszawskiego znalazł się w Skierniewicach, gdzie uczestniczył w okresie listopad-grudzień w naradach organizacyjnych kierownictwa MiP.
W marcu 1945 r. próbował skontaktować się z gen. Michałem Rolą-Żymierskim w celu ustalenia przyszłości organizacji. Jednocześnie zgłosił się do Ministerstwa Oświaty urzędującego w Lublinie, które skierowało go do pracy w kuratorium w Łodzi, 20 czerwca tego roku został aresztowany przez UB w Warszawie i przekazany NKWD. Wywieziono go do ZSRR, gdzie w 1946 r. został skazany na 10 lat więzienia za współpracę z Niemcami. 17 października 1948 r. Sowieci przekazali go UB. W kraju był ponownie sądzony i skazany też na 10 lat więzienia pod tym samym zarzutem.
Został odznaczony Krzyżem Walecznych.